# Ben Enwonwu
Ben Enwonwu es un pintor y escultor nigeriano nacido en 1917 y fallecido en 1994. Influyente a nivel nacional e internacional, se le suele considerar el padre del modernismo nigeriano.

## Biografía

### Infancia y formación
Ben Enwonwu nació en una familia de la etnia Igbo; su padre era escultor. Su nombre de nacimiento completo es Odinigwe Benedict Chukwukadibia Enwonwu. Realizó estudios avanzados, primero en Nigeria y luego en el Reino Unido (Londres y Oxford) en el campo de las bellas artes; completó esta formación con una licenciatura en antropología obtenida en 1949.

### Carrera
En 1977, expuso en el FESTAC 77, un festival de culturas y artes negras y africanas celebrado en Lagos (Nigeria), que reunió a casi 60 países.

### Estilo e influencias
Políticamente cercano a la corriente panafricanista y anticolonialista del siglo XX, Enwonwu es a menudo considerado el padre del modernismo nigeriano. Una gran exposición sobre los modernistas tuvo lugar en París en el Museo de Arte Moderno en 1946, en la que participó. 1 En 1949, la revista TIME lo nombró el artista más importante del continente africano. En la década de 1970, desarrolló representaciones artísticas del concepto de negritud.

## Obras
Además de sus pinturas y esculturas, Ben Enwonwu también es conocido por sus escritos y críticas de arte.
Es más conocido por su retrato de 1974 de una princesa yoruba. Este retrato, titulado Tutu, es una de las obras de arte más importantes y conocidas de Nigeria. La pintura, que fue encontrada en Londres en 2018 después de haber desaparecido durante casi 40 años, se vendió en una subasta por más de 1,2 millones de libras. Otro retrato de una mujer, Christine, se vendió por 1,1 millones de libras en 2019.

### Pinturas
- Christine, 1971.[5]
- Tutu, 1974.[3]
- Negritude on Red.[3]

### Esculturas
- Estatua de la Reina Isabel II, 1956.[4]

## Homenajes y condecoraciones
Ben Enwonwu fue condecorado con la Orden del Imperio Británico (MBE) por la reina Isabel II en 1955. Fue nombrado Oficial de la Orden Nacional de la República del Senegal en 1971. También fue condecorado con la Orden Nacional al Mérito de Nigeria en 1980 por su contribución al campo del arte y la cultura.
Uno de los «jóvenes» cráteres "jóvenes" del planeta Mercurio se llama Enwonwu en su honor.